# Marcel Sel
Pour les articles homonymes, voir Sel.
Marcel Sel est le pseudonyme d'un écrivain, blogueur et chroniqueur belge francophone, né le 19 janvier 1960 à Bruxelles.
Il est également connu en tant que polémiste, compositeur, scénariste et journaliste.

## Biographie
Marcel Sel naît le 19 janvier 1960 à Bruxelles. Il suit des études primaires au Collège Saint-Pierre de Jette puis secondaires à l'Athénée Émile Bockstael. En 1979, il s'inscrit à l'ULB.
Il est directeur du journal satirique Pan pendant 6 mois en 2017.

### Blogueur
En juin 2009, après avoir été commentateur du blog Coulisses de Bruxelles, UE de Jean Quatremer, il ouvre son propre blog, Un Blog de Sel, principalement axé sur la crise belge et le nationalisme flamand,.
En 2016, selon Brusselslife, il est « le blogueur le plus lu à Bruxelles » et « le dernier blogueur politique [belge] ».
En novembre 2017, dans une lettre ouverte au Premier ministre Charles Michel, il s'insurge contre la réouverture des écoles bruxelloises malgré le maintien du niveau 4 d'alerte. Il estime qu'« au moins deux militaires et un policier devant chaque entrée de chaque école semblent dès lors le strict minimum envisageable ».
Frédéric Antoine, éditeur en chef du magazine L'Appel, voit dans son blog une référence et, même s'il estime le contenu parfois discutable, déplore « qu'il serait plus transparent de donner son avis sous son vrai nom ».

### Auteur
En 2008, il écrit Walen Buiten, Révélations sur la Flandre flamingante, un essai romancé sur la Crise belge, qui est publié en 2010. Son livre est préfacé par le journaliste français Jean Quatremer, correspondant de Libération à Bruxelles, qui selon l'auteur, l'a incité à écrire ce livre.
En juillet 2010, il écrit le texte du clip Do You Want To Know More about Belgium,, avec Karine Quarant-Schmidt. Le clip est réalisé par Jérôme de Gerlache et au cours des mois qui suivent, est téléchargé plus d'un million et demi de fois.
En juin 2011, en pleine crise politique en Belgique, il sort le premier essai sur le président de la N-VA, Bart De Wever, Les Secrets de Bart De Wever, diversement commenté dans la presse,,,.
Depuis 2014, Marcel Sel est co-auteur des chroniques de l'émission radiophonique Votez pour moi.
En 2015, il publie Confessions d'un serial tweeter.
Le 12 mars 2017, Marcel Sel devient le rédacteur en chef d'une nouvelle mouture du journal satirique Pan, fonctions qu'il quitte le 14 novembre 2017.
Il publie deux romans Rosa et Elise pour lesquels il reçoit de nombreux prix littéraires,,,, qui sont tous deux repris parmi les dix meilleurs livres de la décennie par trois chroniqueurs du magazine littéraire de la Fédération Wallonie-Bruxelles, Le Carnet et les Instants,,.

### Polémiques et procédures judiciaires

#### Conflit avec Vincent Flibustier
En juillet 2018, il se retrouve au centre d'un vif débat sur les réseaux sociaux qui se conclut par le départ de Vincent Flibustier, fondateur du web journal parodique Nordpresse (faisant référence au Groupe Sudpresse), du parti Ecolo qui, selon l'intéressé lui aurait demandé de « faire un pas de côté », alors qu'il s'y présentait pour les élections à la Ville de Bruxelles en octobre 2018. Vincent Flibustier accuse Marcel Sel de l'avoir harcelé. Selon une dépêche Belga, « Évoquant une situation très difficile, il affirme refuser de « bousiller sa vie » et préfère se retirer de la liste. Il espère ainsi que « cette ridicule affaire » ne va pas cannibaliser la campagne des écologistes dans la capitale ». De son côté, Marcel Sel affirme via Facebook : « Les risques que Flibustier, Ecolo et Enseignons.be (qui continue à le faire tourner dans les écoles) me font courir sont financièrement, économiquement et familialement graves ».
Serge Coosemans du Vif Focus est critique envers les deux parties. Selon lui, ils ne sont l'un et l'autre que des « figures publiques ou semi publiques prisonnières de leurs images, qui produisent ce qu'ils pensent que l'on attend d'eux alors que l'on n'attend rien d'eux, (…) des gens qui ne la ferment jamais, pour qui toute sortie publique relève du cirque. Après un attentat, forcément, Vincent Flibustier se doit de jouer au kéké provocateur sans tabou. Soit. Après un attentat, forcément, Marcel Sel sera toujours là pour étaler à la grosse louche sa pseudo-humanité et sa compassion surjouée ».

#### Procès avec Michel Collon
En avril 2018, Michel Collon assigne Marcel Sel au civil après que ce dernier l'eut notamment qualifié, dans un article de blog de « conspirationniste aux penchants antisémites » et « un antisémite piteusement caché sous une confortable couche d'antisionisme ».
Le 7 février 2019, la section civile de la 9e chambre du tribunal de première instance de Bruxelles a débouté Michel Collon au nom de la liberté de la presse. Selon Belga, « [l]'emploi du terme "antisémite", avancé sur base d'arguments référencés, a été autorisé par la Cour, bien que Michel Collon n'ait pas fait l'objet d'une condamnation préalable ».
Le 23 mars 2023, la Cour d'appel de Bruxelles déboute Michel Collon au civil. Dans son arrêt « à contre-courant d'une jurisprudence peu évidente en la matière en Belgique », elle reconnaît « la faculté de qualifier quelqu'un d'antisémite, en fonction des circonstances, même s'il n'a pas été condamné pénalement pour antisémitisme ».

#### Condamnation pour atteinte à l'honneur et à la réputation d'un journaliste
Le 9 décembre 2022, Marcel Sel est condamné « pour atteinte à l'honneur et à la réputation »  pour des propos prononcés le 19 mars 2021 sur Facebook à l'encontre d'un journaliste de la RTBF, Philippe Carlot, l'accusant de « soutenir le fascisme islamique » et d'être « un pourri parmi les pourris, qui n'hésite pas à s'en prendre aux jeunes femmes pour satisfaire ses instincts reptiliens »,. La Plate-forme pour la sauvegarde des Journalistes précise le 27 février 2023 qu'il accepte le jugement [...] et qu'il n'ira pas en appel.

## Prix littéraires
- Prix Saga Café (2017) du meilleur premier roman belge francophone pour Rosa[23]
- Prix des Bibliothèques de la Ville de Bruxelles (2017) pour Rosa[24]
- Prix Soleil Noir Jaune Rouge pour Rosa
- Prix des Délégués de Classe du Prix des Lycéens de Littérature pour Rosa[25]
- Prix du Parlement de la Fédération Wallonie-Bruxelles (2021) pour Elise[26]

## Œuvres
- La Flandre, ça n'existe pas !, Lille, TheBookEdition.com, 2009, 100 p..
- Walen Buiten, Révélations sur la Flandre flamingante (préf. Jean Quatremer), Waterloo, Éditions Jourdan, 2010, 224 p. (ISBN 978-2-87466-118-1).
- Les Secrets de Bart De Wever, Bruxelles, Éditions de l'Arbre, 2011, 439 p. (ISBN 978-2-87462-077-5).
- Do you want to know more about Belgium ? sous la direction de Jérôme de Gerlache, 2011.
- Indignés de cons, avec Karine Quarant-Schmidt, Paris, Éditions La boîte à Pandore, 2013, 212 p.  (ISBN 978-2-87557-017-8)[41].
- Confessions d'un Serial Tweeter, Bruxelles, Marque Belge, 2015, 128 p.  (ISBN 978-2-39015-003-9)
- Rosa, Bruxelles, Onlit Éditions, 2017, 296 p.  (ISBN 978-2-87560-086-8)[42].
- Les nouvelles légendes improbables de Bruxelles abondamment illustrées, Wattigines, Les Éditions de Papier, 2018, 95 p.[43].
- Elise, Bruxelles, Onlit Éditions, 2019, 438 p.  (ISBN 978-2-87560-108-7)[2],[44].
- Florence Bergeaud-Blackler (dir.), Pascal Hubert (dir.), Georges Dallemagne, Nadia Geerts, Fadila Maaroufi, Karan Mersch, Céline Pina et Marcel Sel (préf. Élisabeth Badinter), Cachez cet islamisme : Voile et laïcité à l’épreuve de la cancel culture, La Boîte à pandore, coll. « Essais », mai 2021, 239 p. (ISBN 978-2-8755-7487-9).